# Kahlberg (Solling)
Der Kahlberg bei Bodenfelde im südniedersächsischen Landkreis Northeim war in der Vorgeschichte ein Umlaufberg und ist seit Jahrtausenden ein 224,7 m ü. NHN hoher Zeugenberg der Weser im zum Weserbergland gehörenden Solling.

## Geographische Lage
Der Kahlberg liegt im Oberen Wesertal, das dort den Südrand des Sollings vom Nordrand des nordhessischen Reinhardswalds trennt. Er befindet sich unmittelbar westlich des Kernorts der niedersächsischen Gemeinde Bodenfelde, rund 1,8 km nordöstlich von deren Ortsteil Wahmbeck und 1,8 km nördlich des nordhessischen Gewissenruh, einem Gemeindeteil von Wesertal. Vorbei an seinem Südfuß fließt die Weser (Entfernungen jeweils Luftlinie) und etwas östlich des Bergs verläuft der Unterlauf ihres Zuflusses Reiherbach.
Die Kahlbergkuppe erhebt sich 119,6 m über das südliche Weserufer, dessen Höhe nördlich von Gewissenruh auf 105,1 m Höhe liegt, und 107,3 m über dem ehemals von der Weser ausgewaschenen Tal nördlich des Bergs, dessen Höhe westlich vom Gehöft Feldhelmsen auf 117,4 m Höhe beziffert ist.

## Naturräumliche Zuordnung und Landschaftsschutz
Der Kahlberg gehört in der naturräumlichen Haupteinheitengruppe Weser-Leine-Bergland (Nr. 37) und in der Haupteinheit Solling, Bramwald und Reinhardswald (370) zur Untereinheit Weserdurchbruchstal (370.3).
Auf dem Kahlberg liegen Teile des Landschaftsschutzgebiets Solling (CDDA-Nr. 324596; 1999 ausgewiesen; 330,149 km² groß).

## Geologie und Landschaftsbild
In der Vorgeschichte war der Kahlberg über einen Bergkamm mit dem Kuhläger Kopf (290,5 m) verbunden, der sich beim südlich der Weser gelegenen Gewissenruh im nordhessischen Reinhardswald erhebt. Damals verlief der zur Nordsee fließende Strom durch die Gegend, in der sich heutzutage der Kernort der Gemeinde Bodenfelde befindet, um danach den Kahlberg als Umlaufberg halbkreis- bzw. hufeisenförmig im Osten, Norden und Westen zu umfließen.
Im Lauf der Jahrtausende griff das Wasser der Weser den zwischen dem Kahlberg und Kuhläger Kopf gelegenen Bergkamm von Osten und nach Umfließen des Kahlbergs auch von Westen immer mehr an, bis im Pleistozän im letzten Drittel der Saalekaltzeit vor vermutlich rund 150.000 Jahren eine kleine Öffnung entstand, die sich infolge weiterer Auswaschung zu einem Durchbruchstal aufweitete. Dadurch wurde der nun allseitig von Tälern eingerahmte Kahlberg zu einem Zeugenberg.
Durch diesen Durchbruch wurde der Flusslauf der Weser um etwa 3,5 km kürzer (Längendifferenz der ehemaligen Flussschlinge (Mäander) zum heutigen Flussverlauf), und somit bildet der Strom schon vor Bodenfelde bzw. südlich des Kahlbergs eine hufeisenförmige Flussschlinge, nach der er in überwiegend westlicher Richtung nach Bad Karlshafen verläuft.
Während der Nordost- und Ostteil des ursprünglich von der Weser am Kahlberg ausgewaschenen Tals heutzutage etwa in Nord-Süd-Richtung vom bei Bodenfelde in die Weser mündenden Reiherbach durchflossen wird, verläuft durch den Nord- und Westteil dieses Tals, in dem sich Bauernhöfe befinden, ein kleiner Bach, der bei Wahmbeck von Norden kommend in die Weser mündet.
Nach einer weiteren Flussschlinge, die damals nach Passieren des Kahlbergs um den bewaldeten Bergkamm Wahmbecker Strang mit dem Hilkenberg (183,3 m) an seinem Südende führt, floss die Weser nordwestlich des heutigen Wahmbeck für wenige Kilometer nach Norden; dort verläuft sie auch heutzutage noch.

## Verkehr und Wandern
Östlich des Kahlbergs führt die Landesstraße 551 von Bodenfelde nach Polier. Von dieser Straße zweigt nördlich von Bodenfelde die Kreisstraße 447 ab, die erst nördlich und dann westlich des Bergs nach Wahmbeck am Nordufer der Weser verläuft. Von dort fährt eine Fähre über den Fluss, von dessen Südufer die kurze K 78 zur nahen Bundesstraße 80 (Bad Karlshafen–Gewissenruh) führt. Im Tal nördlich des Bergs verläuft in ihrem Abschnitt Bad Karlshafen–Bodenfelde zwischen dem Wahmbecker Tunnel und Bodenfelde in West-Ost-Richtung die Sollingbahn.
Rund um den bewaldeten Kahlberg führt der Kahlbergweg, ein etwa 3 km langer Wanderweg, auf dem man den Berg umwandern kann und von dem mehrere zur Bergkuppe führende Pfade und Wege abzweigen. Von einigen Stellen am Berg lassen sich Aussichten in Richtung Bodenfelde sowie zum Solling, Reinhardswald und zum südöstlich gelegenen Höhenzug Kiffing genießen.